# هريس
الهريس أو الهريسة أو سيد المائدة أو الطلوع أو الحنطية أو القمحية هي طبق عربي، آسيوي، من القمح المغلي المهروس أو المطحون المخلوط باللحم. قوام الهريس يكون متماسكاً وغليظاً ما بين قوام حساء الشعير وما بين قوام طبق الدامبلنغ. الهريس وجبة من مطبخ الشرق الأوسط وهي منتشرة بشكل أكبر في الخليج العربي، تُحضَّر غالباً في شهر رمضان والأعياد والمناسبات السعيدة كالزواج وعيدي الفطر والأضحى. تعدّ الهريسة من الوجبات الدسمة التي تُشعر بالشبع لما تحويه من ألياف وبروتينات. ولعل هذا سبب كثرة إعداده في شهر رمضان وتناوله في فترة السحور. يتم تحضير طبق الهريس في دول الخليج العربي وبعض الدول العربية الأخرى، وتختلف طريقه إعداده من بلد لآخر.

## التسمية
الهريس أو الهريسة كلمة عربية مشتقة من الفعل هَرَسَ وهرَس الشَّيءَ أي دقَّه وبينه وبين الأرض وقاية أو دقَّه بشيء عريض أو دَقَّهُ دَقّاً دَقِيقاً، سَحَقَهُ، سَحَنَهُ. وتسميتها بسيد المائدة يرجع لأكلها كوجبة رئيسة وفي صحون كبيرة.

## التاريخ
لا تُعرف حقبة ولا مكان نشأة طبق الهريس إلا أنه أقرب تأريخ لطبق الهريس كان في القرن السابع عشر الميلادي، الهريس أكلة حضرمية المنشأ هاجرت من موطنها الأصلي قبل مئات السنين وذهبت غرباً وشرقاً، حيث انتقلت إلى الهند قبل مائة عام تقريباً، وتقبلها المجتمع الهندي، ثم توالت هجراتها إلى أن دخلت الخليج العربي. حيث انتقل هذا الطبق من جنوب الهند إلى تجار المسلمين العرب. وقد ذكرت الهريسة في كتاب الطبيخ لابن سيار الورّاق في القرن الثاني عشر ميلادي كالآتي:
| ” | صنعتها أن يؤخذ من اللحم السمين ستة أرطال فيقطع قطعاً مستطيلة وتلقى في القدر مغمورة بماء، ويوقد تحتها حتى تقارب النضج. ثم تخرج فيزال اللحم من العظم وينسل ويعاد إلى القدر. ويؤخذ من الحنطة الجيدة النقية المقشورة المنقاة المدقوقة المغسولة أربغة أرطال فتطرح عليها، ثم يوقد تحتها وقوداً متصلاً في أول الليل إلى الربع ولا يزال يحرك ثم تترك على نار جيدة. ويطرح فيها الدجاج مقطع على مفاصله وعيدان دار صيني وتترك إلى نصف الليل. ثم تضرب ضرباً جيداً حتى تنعقد انعقاداً سلساً فإن شدة الانعقاد عيب فيها ويلقى فيها من الملح حسب الحاجة. وإن احتاجت إلى ماء زيدت ماء حاراً. وتترك إلى الفجر ثم يُعاد ضربها، ثم ترفع وتسلى الألية الطرية وتجعل على وجهها إذا عرقت، ويلقى عليها أيضاً الكمون والدار الصيني المدقوقين ناعماً كل واحد بمفرده، وتؤكل بالمري العتيق وماء الليمو الطري. وعملها في التنور خير من عملها على كانون. | “ |

وَرَدَ عن النبي محمد أنه أكل وجبة الهريسة ، والتي كانت في ذلك الوقت تسمى بالدليم، طبق الدليم يشبه الهريس إلى حد كبير إلا أنه يختلف عنها في قوامها وكثرة بهاراتها.
لم يكن الغنى منتشر في الخليج العربي فكان طبخ الهريس يقتصر على الأغنياء في معظم المناسبات، وعندما يتم طبخه فإنهم في العادة يوزعون أطباق الهريس إلى كل من حولهم من الجيران سواء كانوا على علاقة بهم أو لو لم تكن هناك علاقة، فالناس قديماً كانوا يعرفون بعضهم بالاسم وإن لم تكن هناك صداقة أو علاقة جيرة بينهم.

## العادات والتقاليد
يعدّ الهريس في الإمارات لدى بعض القبائل أو الطوائف وجبة مناسبات مثل الطهور أو ختان الأولاد أو ختم القرآن، وكذلك يُطبخ الهريس للنذور، فإن أراد شخص أن ينذر نذراً يقول: (سوف نطبخ جدر هريس) والجدر هو القدر.
وقدر الهريس يكون كبيراً جداً هائل الحجم كي يكفي كل الجيران، وأيضاً يسمى الهريس بالطلوع وهو خروج المولود والأم من الأربعين بعد الولادة، فكان الأهل يُعدون الطلوع احتفالاً بنهاية الأربعين يوماً الخاصة بالنفاس وباكمال المولود أربعين يوماً ويكون الطلوع عبارة عن قدر من الهريس. طَبخ قدر من الهريس في الوقت الحالي لا يكلف الكثير ولكنه كان طبخ قدر صغير للعائلة قديماً مكلف وغالي على الرغم من أن الأهالي في بعض القرى كانوا يزرعون القمح بأنفسهم ويدقونه ثم يطحنونه، وكان ساكني المدن الساحلية يشتري منهم الرَّحل حب الهريس، ولذلك كان الكثير من الناس يطحنون كمية صغيرة تكفي للبيت ولعدد صغير من البيوت المجاورة.

قبل حلول شهر رمضان تجتمع النساء في جماعة أو بشكل منفرد ويَضعنّ الحبوب في المنحاز وهو وعاء إسطواني خشبي، ويبلغ طوله تقريباً متر وهو مجوف من الداخل. وتبدأ بعدها عملية ضرب الحبوب حتى تصل إلى مرحلة تكسير وطحن الحبوب والتي غالباً ما يقمنَّ بها النساء الشديدات ذوات البنية القوية وتكون هذه العملية الشاقة مصاحبة بإيقاع وغناء وتعدّ من أغاني العمل لتسهيل هذه العملية للنساء:
يالله ويالله .... يالله ويالله
يالله ويالله ... ياكريم ياهو
وإذا كانت العائلة ميسورة الحال تأتي بأكثر من منحاز وبنفس الطريقة السابقة وإذا كانت الأسرة فقيرة أو متوسطة الحال ولم تكن تمتلك المنحاز فإنها تأخذ حبوب الهريس إلى أي بيت يوجد فيه دق الهريس وتطحن كميتها وتأخذها بدون حرج.
وتتفق بعض العائلات بأن الهريس يُطبخ مرة على الأقل أسبوعياً في شهر رمضان وذلك يكون عند العائلات التي ليس لديها من يقوم بضرب الهريس، لأن حبات القمح لابد أن تختفي ولا تترك ظاهرة للعيان. لئلا يصل للجيران أو للضيوف الذين يأتون لتناول القهوة بعد التراويح ويقولون: (هريستهم مب مضروبة عدل) أي أن حبات الهريس ليست مضروبة جيداً. يتكون الهريس من اللحم والقمح غير المجروش أو المكسور. وللهريس مِضراب خشبي كبير تُسحق وتضرب به حبات الهريس حتى أصبح البعض فيما بعد يفضل دق الحب قبل طبخه حتى تسهل عملية الطهي، ولتوفير الوقت والطاقة عند ضرب الهريس. وفي الماضي كان حب القمح يدق باليد ويستخدم في دقه ما يسمى بالمنحاز أو الياون أو الهاون. وكانت مهمة الدق تستغرق جهداً كبيراً ووقتاً طويلاً.

## الإعداد والتحضير
تغُمر حبات القمح في الماء طيلة الليل، ثُم تُطهى في الماء مع اللحم والزبدة، ثم تُضرب حبات القمح بمضراب خشبي كبير ويُهرس، يُزين طبق الهريس أخيراً بالقرفة، والسكر أو السمن البلدي، وجبة الهريسة منتشرة في مناطق عديدة من الشرق الأوسط وآسيا، وتختلف طريقة تحضير كل منطقة لأخرى، الهريسة معروفة في غالبية الدول الآسيوية من الهند وباكستان وبنغلاديش وإيران مروراً بالبلاد العربية ودول الخليج العربي حتى تصل إلى تركيا.

### المطبخ الخليجي
طريقة تحضير الهريس الأساسية هي نفسها في جميع دول الخليج، ولكن توجد اختلافات بسيطة في الإعداد والتقديم. فعند صنع الهريس في السعودية تضاف حبات الهيل ويُزَيَّن طبق الهريس بالبقدونس وفي بعض المناطق الأخرى يدخل في طهيه حبات من الطماطم ويزين بعروق البقدونس بينما في الكويت والبحرين يفضل الأهالي إضافة القرفة والسكر اليه. وقد أخذت بعض العائلات في الإمارات عادة رش السكر على وجه طبق الهريس من الدول المجاورة، مع احتفاظ الغالبية منهم بالتقديم التقليدي وهو عدم إضافة أي شي إلا السمن المحلي. لا يقتصر طهي الهريس على رمضان ويعتقد أنه ارتبط بشهر رمضان لأنه يُشبع ويملأ البطن لفترة طويلة لما يحويه من كربوهيدرات وألياف التي تعرف بأنها لا تهضم بسرعة، ويكثر الإقبال على هذه الوجبة شتاء بصفة خاصة؛ لأنها تمنح الدفء للجسم عند تقديمها ساخنة، وكذلك كان الناس يقدمون الهريس صباح يوم العيد، كما تحرص العائلات الخليجية على إعدادها لصباح يوم الزفاف، حيث يوزع منها على كل البيوت في المنطقة، طريقة التحضير كما يأتي:
يؤتى باللحم فيغسل وينظف ويوضع مع القمح المدقوق في قدر به ماء يغلي على النار ويضاف إليه قليل من الملح، ويبقى كذلك حتى يختلط الحب باللحم، وبعد أن ينضج يصب الخليط في البرمة وهي عبارة عن قدر من الفخار ذي فوهة صغيرة ثم تُنزَل داخل التنور. يغطى التنور بصفيحة أو غطاء قدر كبير، ثم توضع قطعة من القماش المبلل بالماء ويهال عليه التراب، ويظل الهريس تحت الأرض مدة تقارب الست الساعات ثم يخرج من داخل التنور وبعد تمام نضج اللحم وحبوب القمح فإن المكونات تضرب ضرباً قوياً لتتجانس بمضرب الهريس الخشبي والذي يعرف في المنطقة بالمضراب وهو قطعة من الخشب طويلة تُضرب بها حبات الهريس وتُسحق، ويفضل عادة دعوة أحد الرجال للقيام بهذه المهمة أو امرأة قوية البنية إلى أن يصبح القوام غليظاً وقوياً نوعاً معاً، وانتشر في الأسواق حالياً المضرب الكهربائي الذي يسهل من هذه العملية، بعدها يوضع الهريس في أطباق مسطحة ويُشكل على هيأة قرص دائري وفي بعض المناطق من الخليج تُحفر حفرة في الهريس ليضاف عليها السمن البلدي أو يوضع وسط الطبق فنجان مليء بالسمن ويقدم للضيوف والجيران وتستغرق هذه العملية أربع ساعات طبخ، وست ساعات أخرى على نار هادئة حتى تنضج بشكل جيد.

## الهريس في السعودية
الهريس هو طبق تقليدي أصيل يتم تناوله في العديد من مناطق المملكة العربية السعودية، وتختلف طريقة تحضيره باختلاف المنطقة والمجتمع. وبحسب الممارسين في المجتمعات المحلية في المنطقة الشرقية.
الهريس المالح هو المتداول بكثرة في المنطقة الشرقية ويتم تحضيره عن طريق طبخ القمح باللحم وأحيانًا الدجاج. حيث يُنقع القمح في الماء لمدة 12 ساعة ثم يُغلى لمدة ساعتين مع وجود كمية كبيرة من الماء في وعاء معدني حتى يصبح طريًا. ثم يُضاف اللحم إلى القمح ويُطهى لمدة ساعتين تقريبًا حتى يصبح طريًا. بعد ذلك، يتم ضرب المكونات باستخدام ملعقة خشبية كبيرة وهي عبارة عن مضرب يسمى «مضرب الهريس» باستخدام حركة دائرية أثناء ضرب المضرب على حافة الإناء باستمرار حتى تصبح مهروسة، ثم يضاف الملح للنكهة. عندما يكون الطبق جاهزًا، يتم تقديم الهريس في طبق كبير يوضع في وسط الطاولة كطبق مشترك بين أفراد الأسرة أو الضيوف وأخيراً يتم تسخين السمن ليوضع على رأس الطبق.

## صور

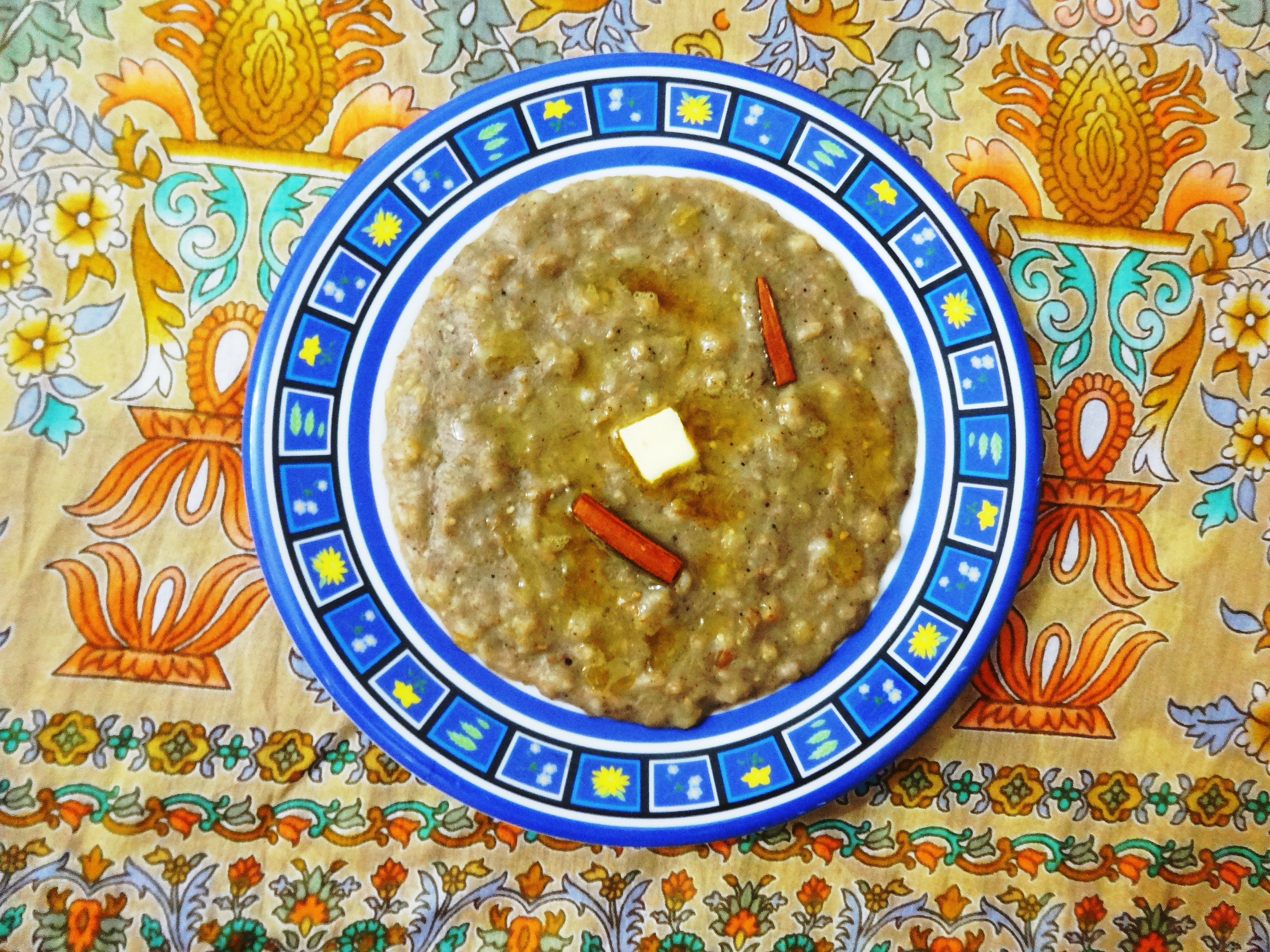
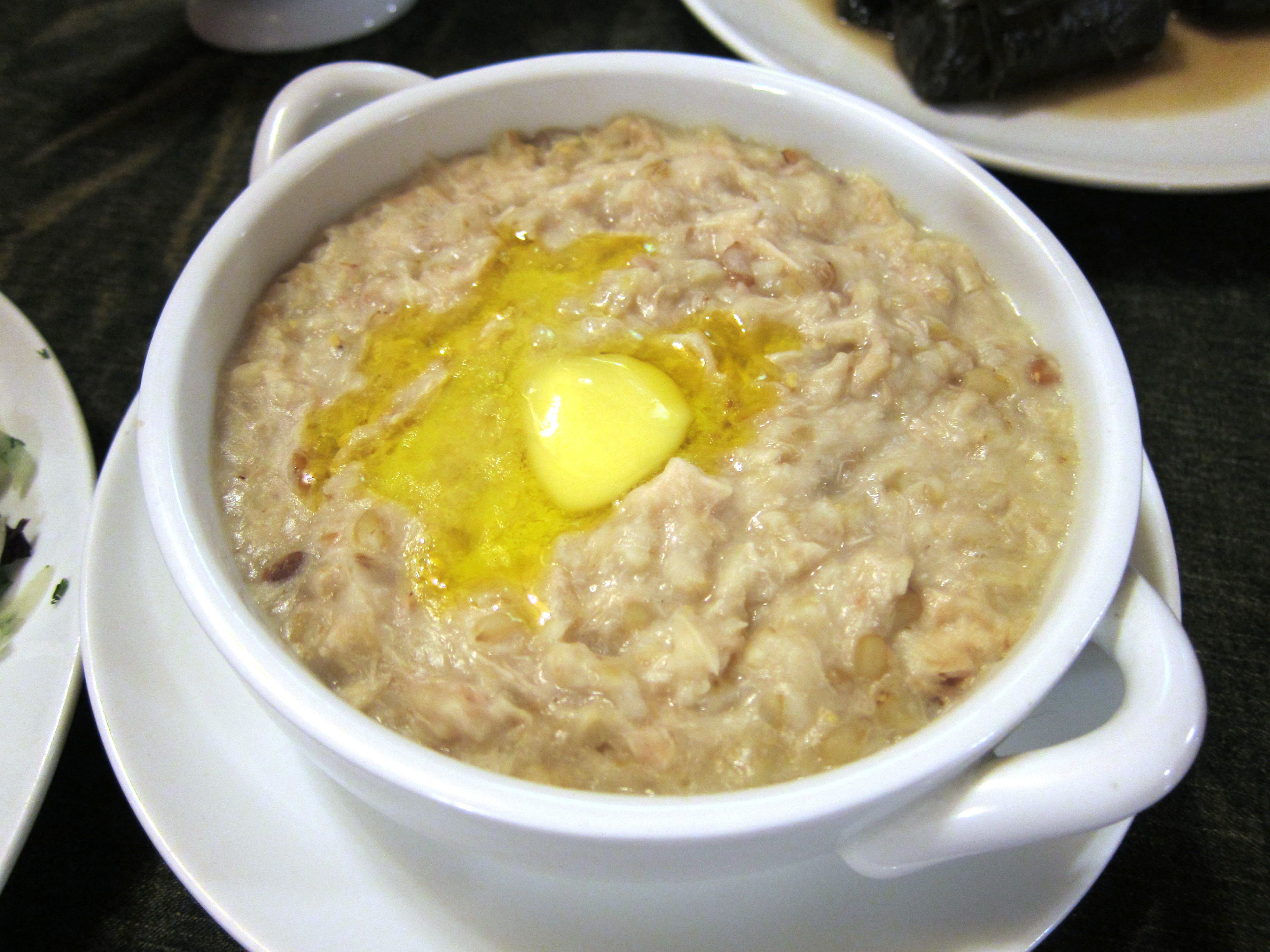
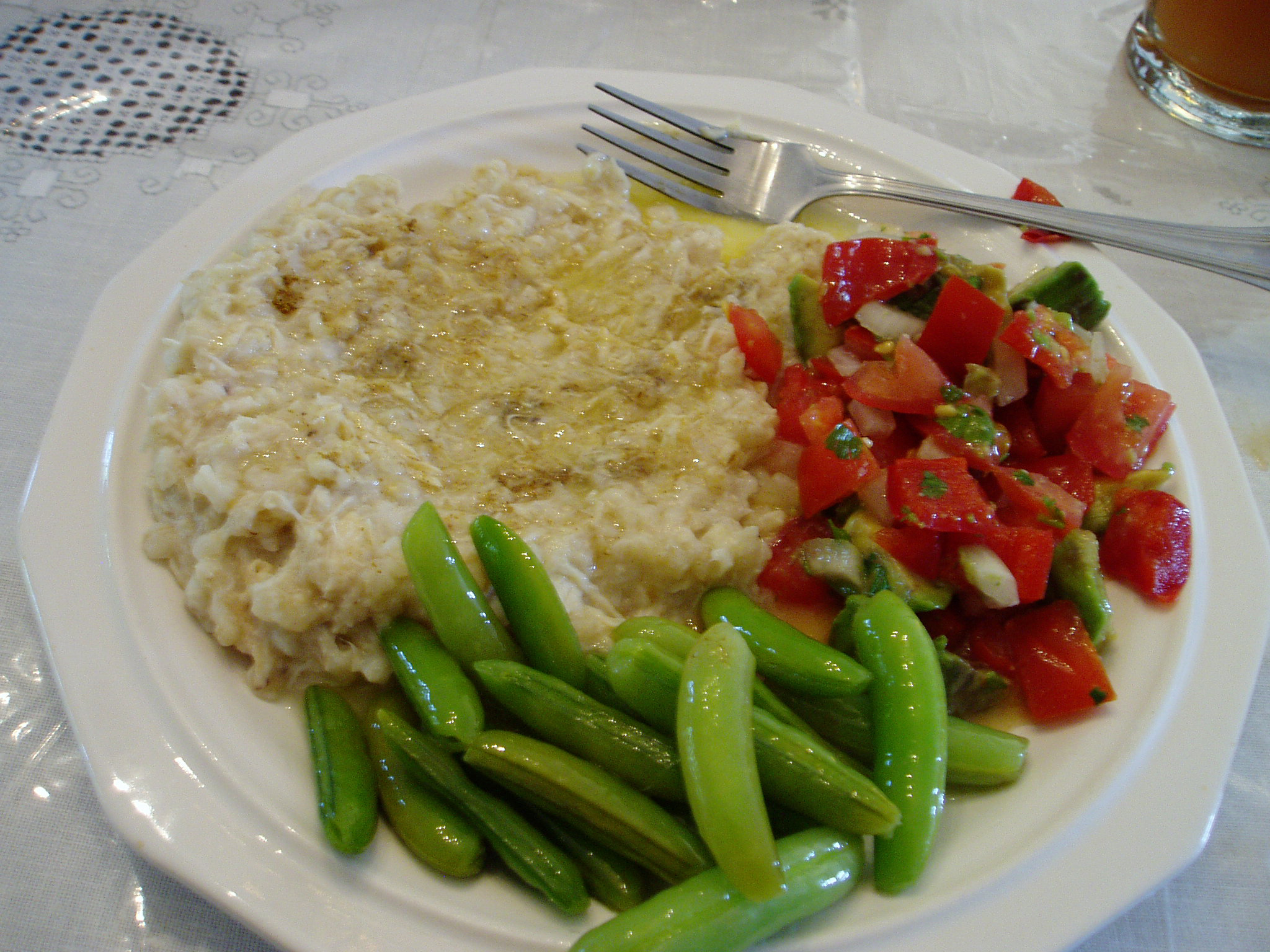
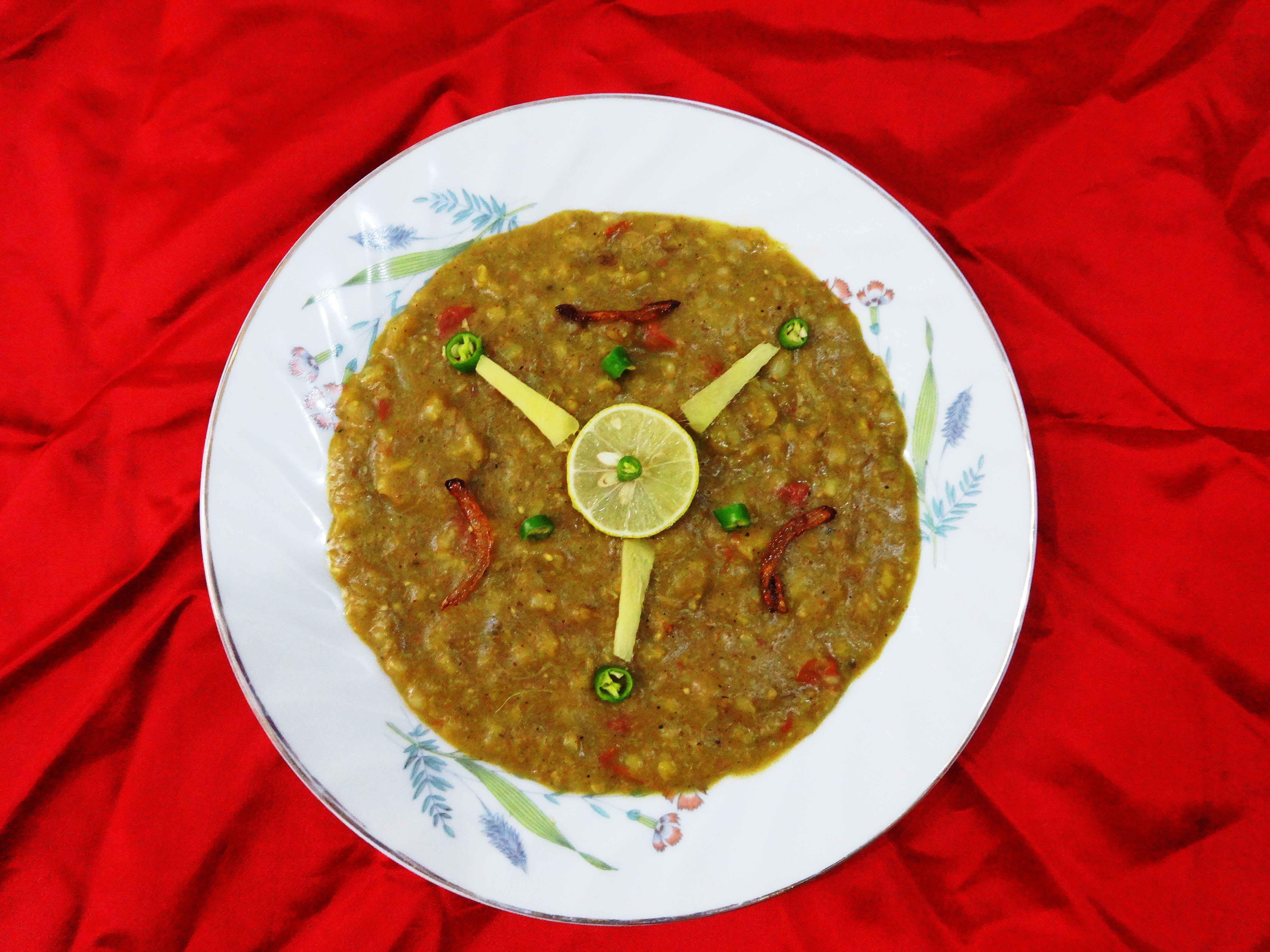

## وصلات خارجية
- طريقة عمل وصفة هريس بالدجاج بالصور.
- وصفة الهريس مع معلوماتها الغذائية.